# Domokós
Domokós (en grec : Δομοκός) est un dème situé dans la périphérie de Grèce-Centrale en Grèce. Le dème actuel est issu de la fusion en 2011 entre les dèmes de Domokós, de Thessaliótida et de Xyniáda.

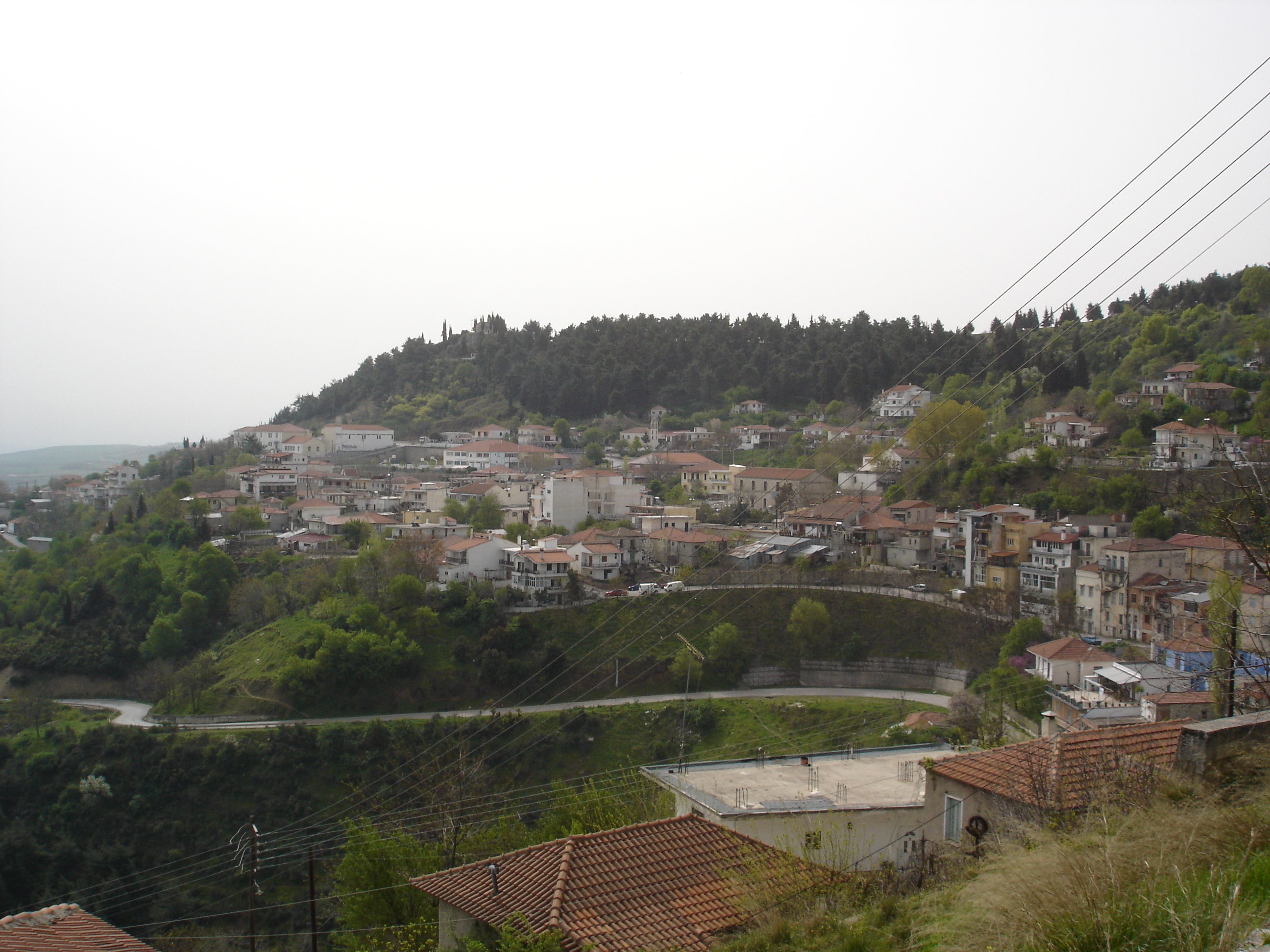
Domokos